# Kraftwerk Heimbach
Das Kraftwerk Heimbach, beziehungsweise das Urftkraftwerk, liegt im Norden der Eifel in der Rureifel im Stadtgebiet von Heimbach im nordrhein-westfälischen Kreis Düren.
Das Wasserkraftwerk wurde im Verbund mit der Urfttalsperre ab 1900 gebaut und am 8. August 1905 in Betrieb genommen. Es liegt zwar an der Rur, bezieht aber sein Wasser aus der Urfttalsperre über den Kermeterstollen, der 67 Höhenmeter oberhalb des Kraftwerkes in zwei Druckrohre übergeht und eine Wassermenge von 16 m³/s abgibt. Das Kraftwerk war bei der Einweihung mit einer Leistung von 12 Megawatt das größte Speicher-Wasserkraftwerk Europas und wird von RWE Generation betrieben.

## Geographische Lage
Das Kraftwerk Heimbach liegt am Nordfuß des Kermeters im Naturpark Hohes Venn-Eifel – unmittelbar nördlich außerhalb des Nationalparks Eifel. Es befindet sich am Südufer der Rur südwestlich gegenüber vom Heimbacher Stadtteil Hasenfeld und südöstlich der Heimbacher Siedlung Schwammenauel, die südsüdöstlich des Staudamms der Rurtalsperre liegt. Zu erreichen ist das Kraftwerk über die Rurbrücke der von Hasenfeld kommenden Kleestraße, die am Kraftwerk auf 215,1 m ü. NHN liegt.

## Geschichte und Beschreibung

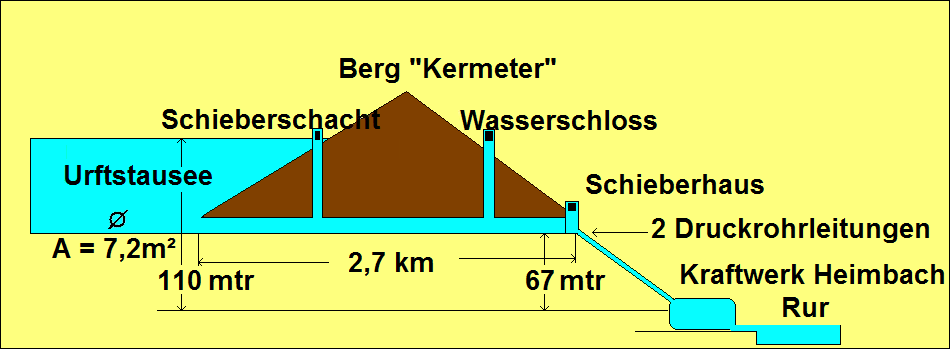
Schnittbild Kermeter mit Kermeterstollen

Das Elektrizitätswerk ist bis heute in Betrieb. Die ursprüngliche Ausrüstung mit acht Francis-Turbinen, die jeweils einen eigenen Generator zu 1,5 MW antrieben, war fast 70 Jahre in Betrieb. Die Turbinen wurden 1975 außer Betrieb genommen und durch zwei neue Maschinen mit höherem Wirkungsgrad ersetzt. Von den alten Maschinen sind noch zwei an Ort und Stelle verblieben, da die neuen Stromerzeuger deutlich weniger Platz beanspruchen. Eine weitere steht am Moselkraftwerk Fankel, eine zu Schauzwecken im Kraftwerk Weisweiler und eine in Brauweiler. Seitdem hat die Anlage eine installierte Leistung von 16 MW zur Abdeckung von Spitzenlast, in Betrieb überwiegend in den Vormittagsstunden der Wochentage. Dazu werden bis zu 18 m³ Wasser pro Sekunde benötigt. (Zum Vergleich: Die leistungsstärkste Windenergieanlage (Stand 2017) ist die MHI Vestas V164 mit 9 Megawatt installierter Leistung.) Bei maximaler Stauhöhe der Talsperre beträgt die Fallhöhe zum Kraftwerk 110 m.
Das Kraftwerk befindet sich in einem von dem Architekten Georg Frentzen entworfenen Jugendstil-Gebäude, das wegen seiner vollständigen Erhaltung besonders sehenswert ist. Repräsentativer Blickfang im Inneren ist die Ausführung der Leitwarte zur Steuerung der Generatoren: Sämtliche Messgeräte und Schalter wurden aus Messing hergestellt und auf Grundplatten aus Marmor montiert, die wiederum in Mahagoni eingefasst sind. Die Leitwarte selbst befindet sich auf einer Empore über den Maschinen. Die beiden bergseitigen Türme erhielten bei der Renovierung von 1990 bis 1991 wieder ihre charakteristischen Aufsätze. Der Innenraum der Maschinenhalle wird von Eisenbinderkonstruktionen frei überspannt.

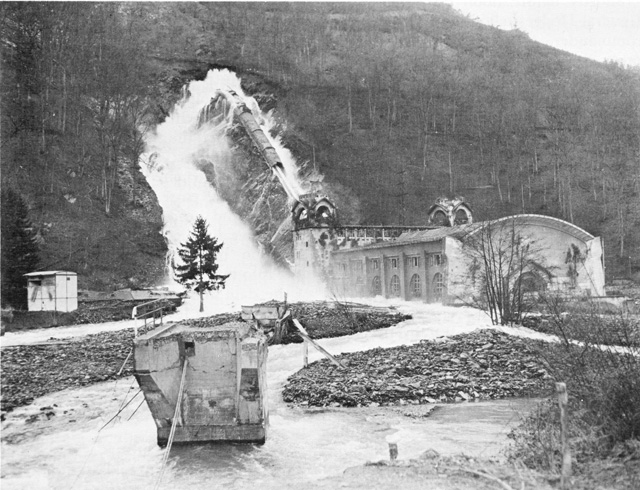
Der 1945 gesprengte Stollen

Am Ende der Schlacht im Hürtgenwald, gegen Ende des Zweiten Weltkriegs, sprengten deutsche Truppen die aus dem Urftsee kommenden Druckrohre, um ein Hochwasser im Fluss Rur zu erzeugen und den Vormarsch der Alliierten durch das Rurtal zu behindern.
Im Buch Kriegsende 1944/1945 – Zwischen Ardennen und Rhein von Hans-Dieter Arntz steht:

„Am Mittwoch, dem 7. Februar 1945, besetzte das dritte Bataillon des 311. US-Infanterie-Regiments eine kleine, sich verzweifelt wehrende Stellung deutscher Infanteristen. Der Marsch der Amerikaner auf den Damm der Rurtalsperre bei Heimbach begann. Doch an dieser Talsperre hatte General Rundstedt seine Sprengkommandos belassen. Am folgenden Tag, dem 8. Februar 1945, sprengten deutsche Pioniere die Verschlüsse an den Auslaufrohren des Kraftwerkes in Schwammenauel, und nun donnerten pro Sekunde 100 Kubikmeter Wasser in das Bett der Rur, so daß in den Niederungen des Flachlandes eine Überschwemmung verursacht wurde, die, wie sich mehrere Tage später herausstellte, doch nicht den erhofften Erfolg brachte.“

Diese Aktionen an Rurtalsperre und Kermeterstollen der Urfttalsperre ließen den Wasserpegel der Rur um 50 bis 100 cm steigen.

## Kultur
- Seit 1998 findet im Kraftwerk Heimbach das Kammermusik-Festival „Spannungen“ statt, das vom Pianisten Lars Vogt gegründet und bis 2002 geleitet wurde. Während der Konzerte werden die Turbinen wegen ihrer Lärmentwicklung abgeschaltet.
- Im Kraftwerk befindet sich das RWE Industriemuseum mit historischen Elektrogeräten und anderen Sehenswürdigkeiten.

## Galerie

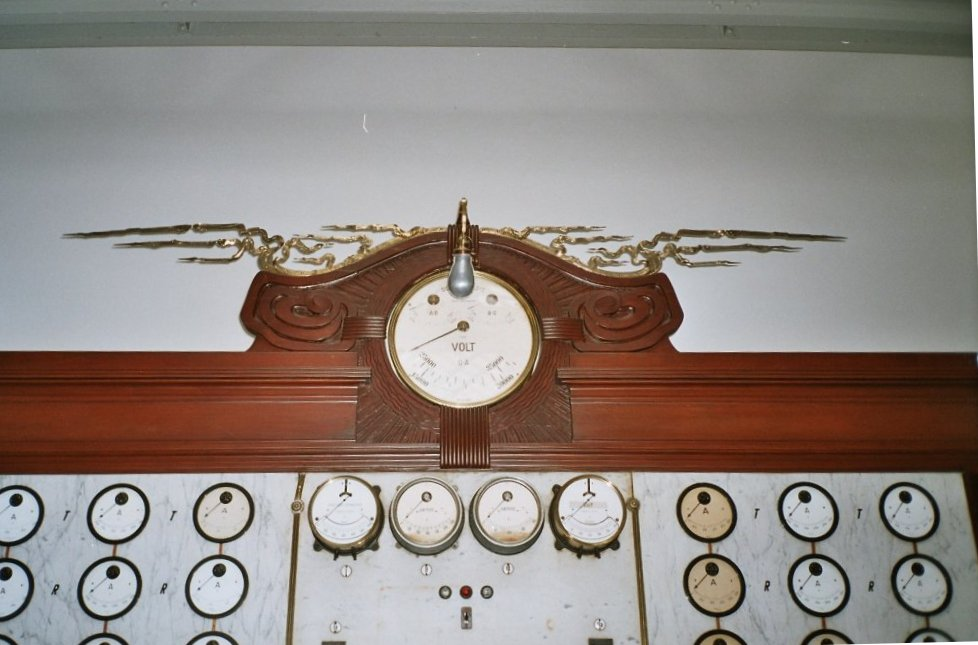
Marmor-Schalttafel
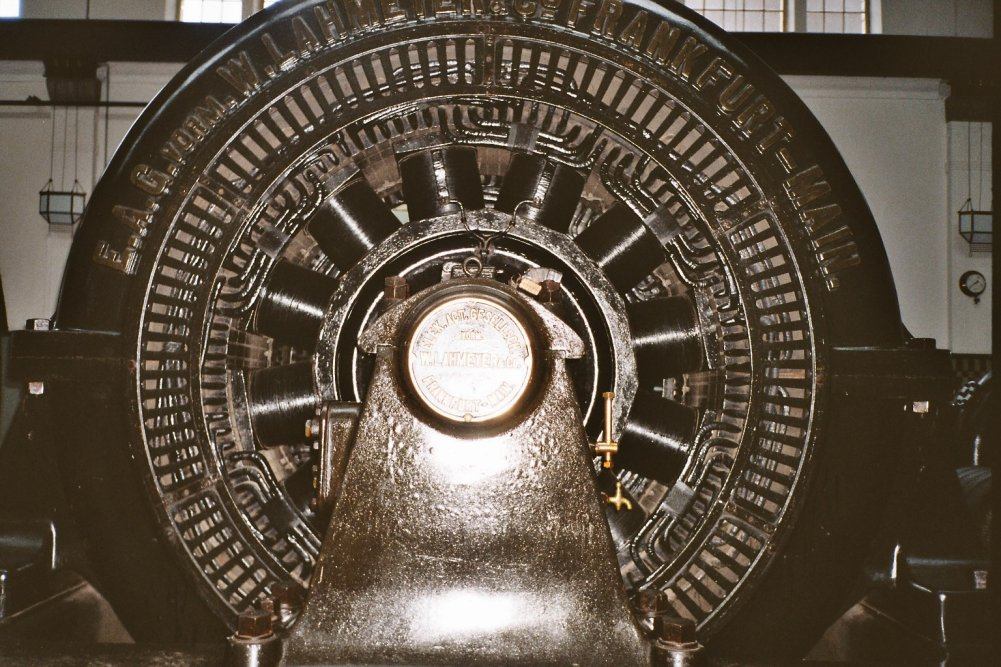
Drehstrom-Generator
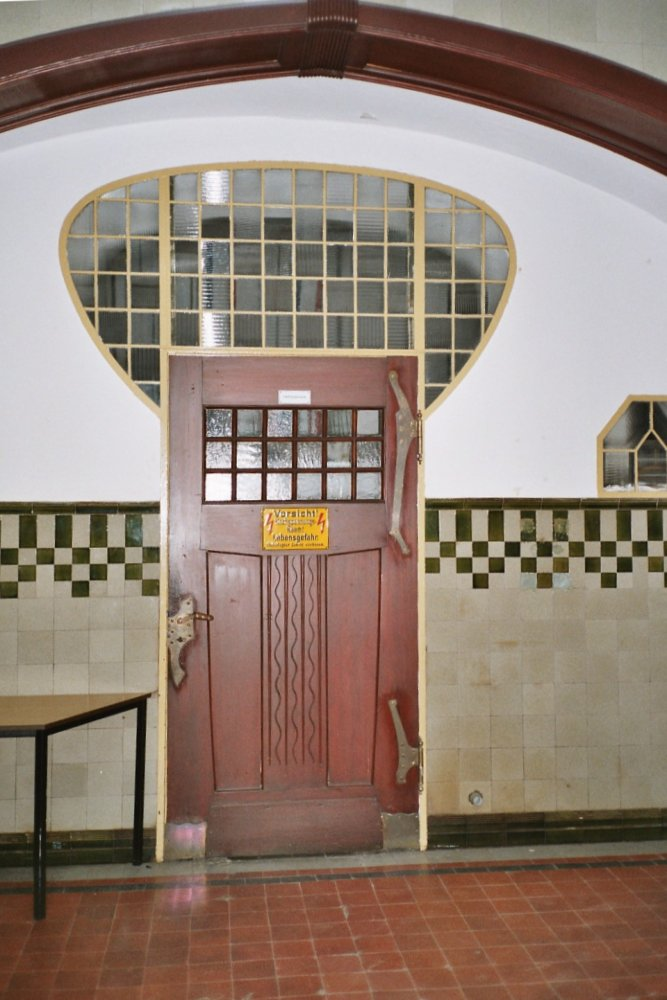
Tür in der Form einer Glühlampe
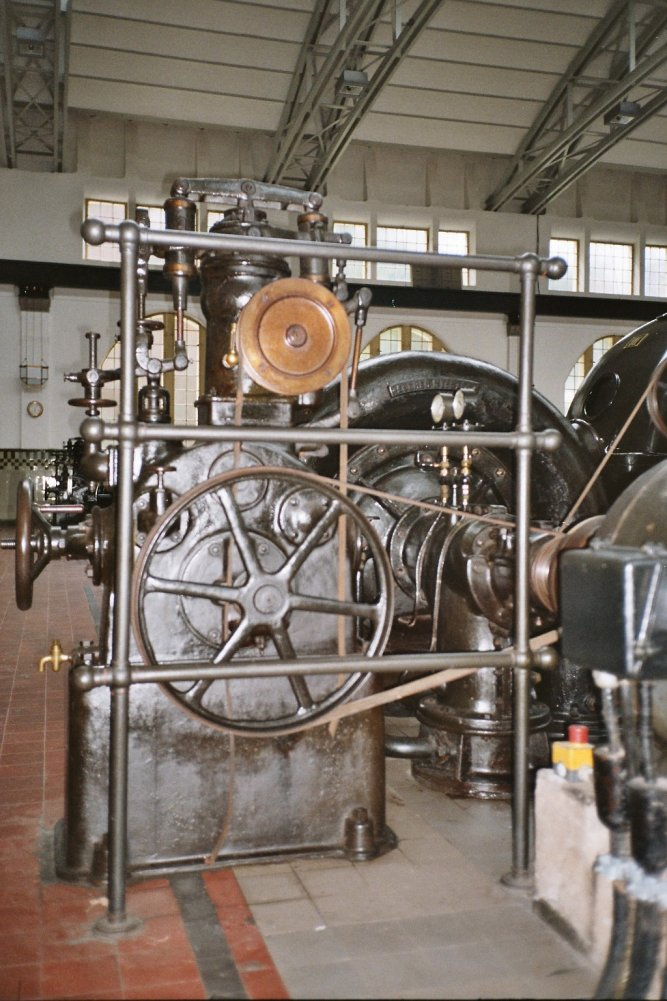
Turbinen-Regulator
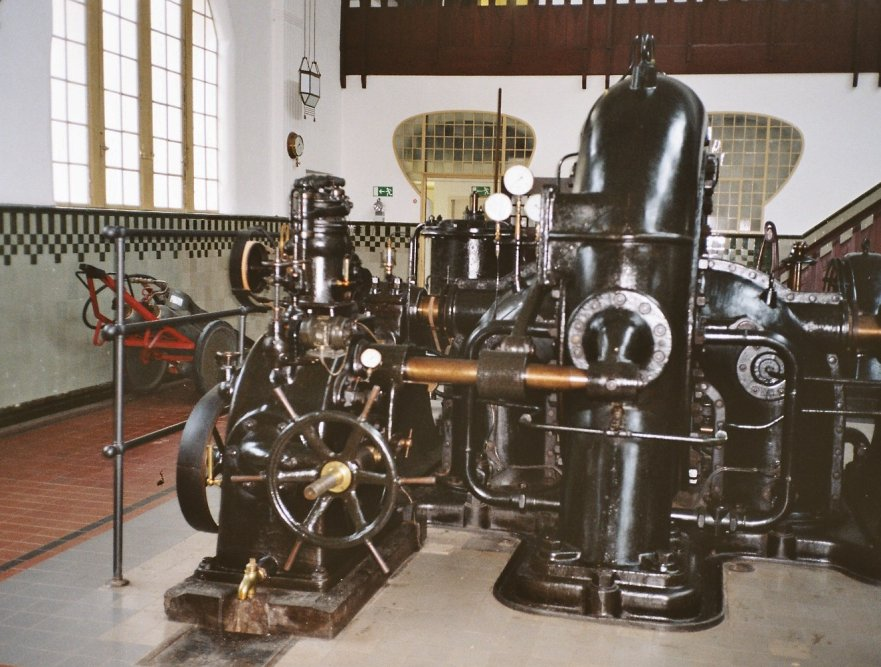
Francis-Turbine
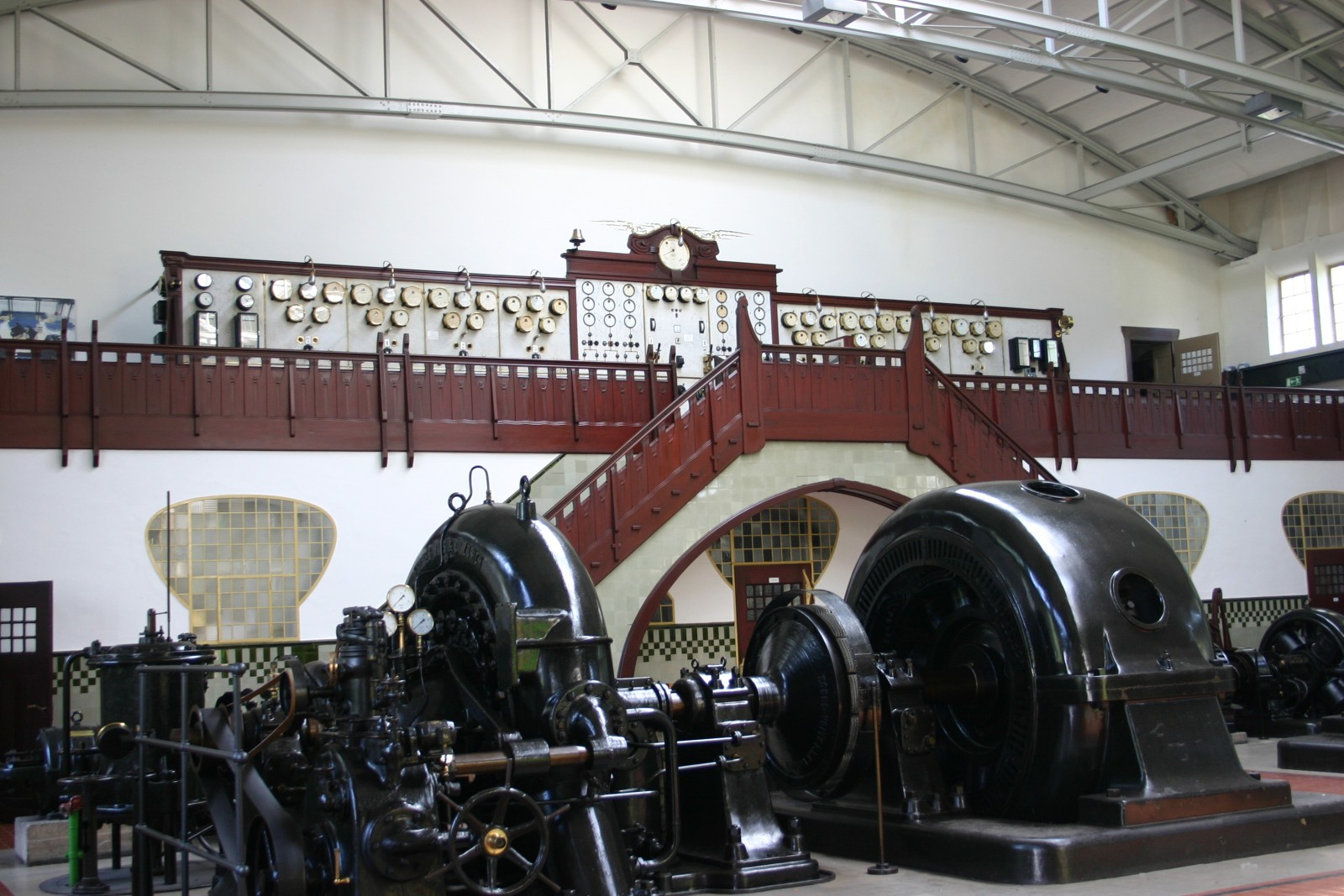
Turbinenhalle
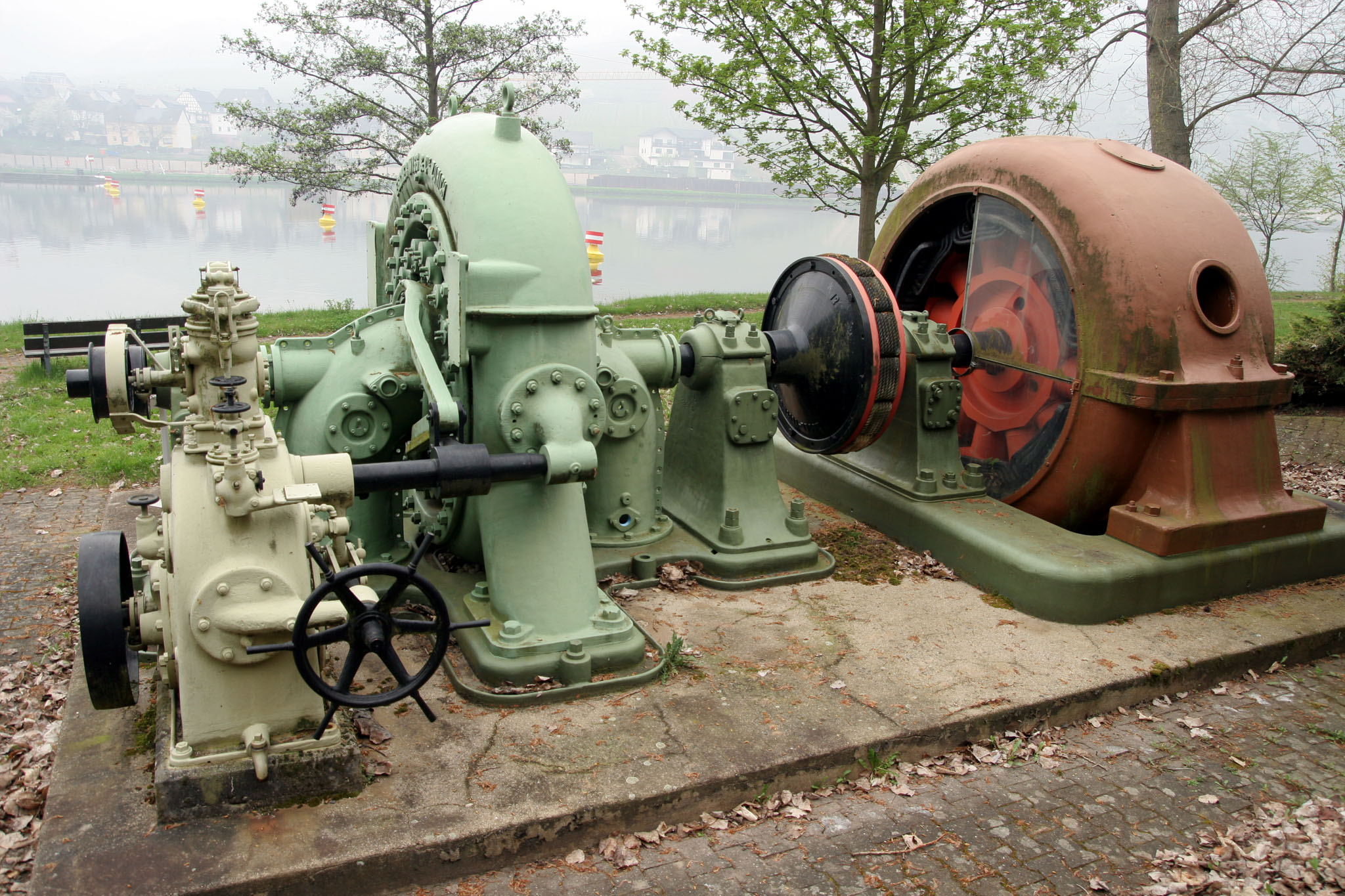
Die alte Francis-Turbine mit Generator. Jetziger Standort ist Fankel an der Mosel
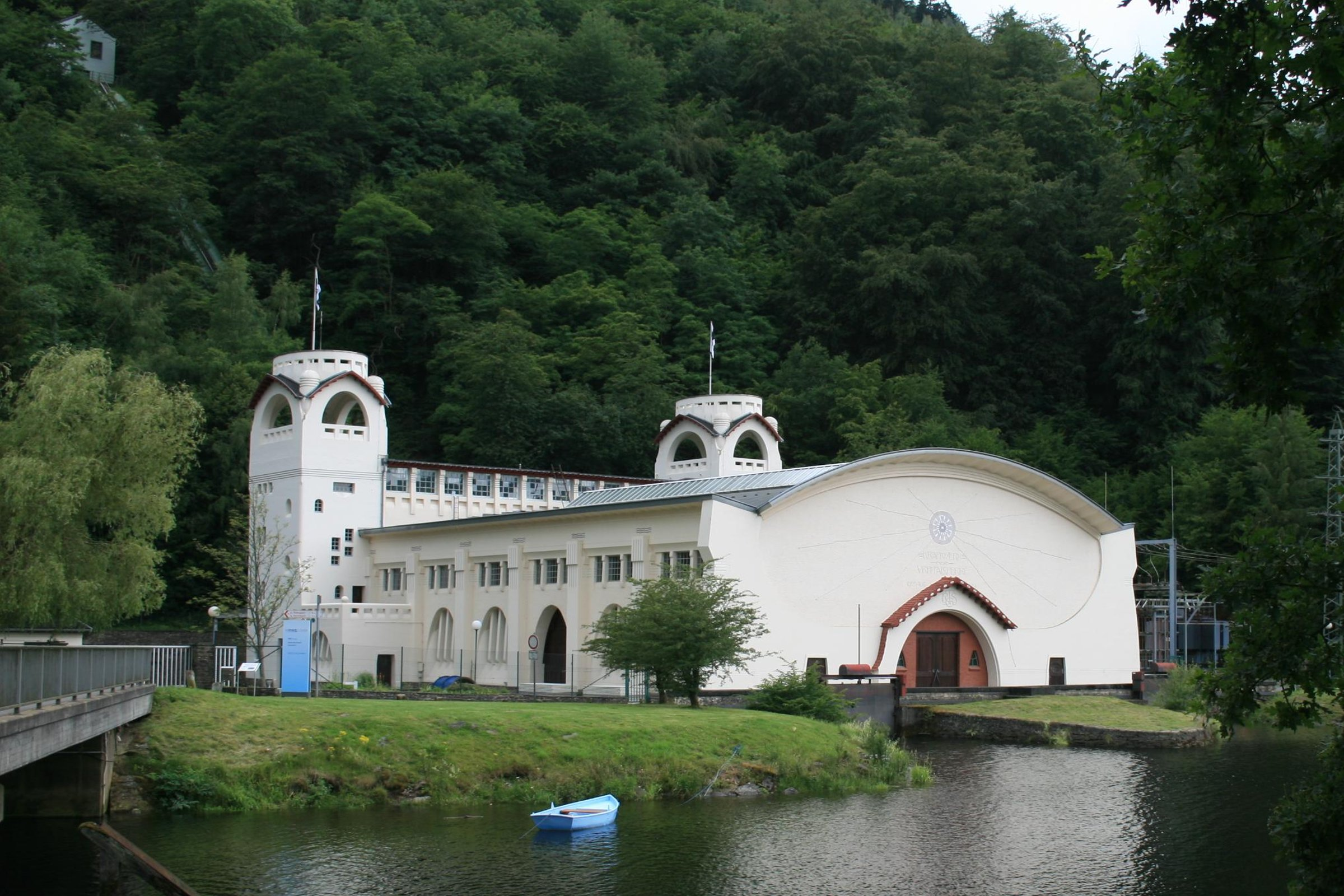
Wasserkraftwerk Heimbach